# Dysschema zeladon
Dysschema zeladon är en fjärilsart som beskrevs av Dyar 1913. Dysschema zeladon ingår i släktet Dysschema och familjen björnspinnare. Inga underarter finns listade i Catalogue of Life.